# 鄂西鼠尾草
鄂西鼠尾草（学名：Salvia maximowicziana）是唇形科鼠尾草属的植物，是中国的特有植物。分布在中国大陆的四川、云南、陕西、湖北、甘肃、西藏、河南等地，生长于海拔1,800米至3,450米的地区，一般生长在草坡、林缘、山顶、路旁、山坡和林下。
种名maximowicziana以19世纪俄国植物学家Carl Johann Maximowicz的名字命名。

## 别名
红秦艽（四川茂汶）

## 异名
- Salvia maximowicziana Hemsl. var. floribunda Stib.

## 变种
多花鄂西鼠尾草（学名：Salvia maximowicziana var. floribunda）为鄂西鼠尾草的变种，是中国的特有植物。分布在中国大陆的四川等地，生长于海拔2,800米至3,800米的地区，多生于林下、草地以及山坡上。